# Alforja
Alforja egy község Spanyolországban, Tarragona tartományban. Alforja L'Aleixar, Arbolí, Les Borges del Camp, Duesaigües, Maspujols, Pradell de la Teixeta, Vilaplana, Riudecols és Porrera községekkel határos. Lakosainak száma 2019 fő (2024).

## Népesség
A település népessége az elmúlt években az alábbi módon változott:
| Lakosok száma | 817  | 2067 | 1712 | 1353 | 1082 | 1446 | 1851 | 1859 | 1801 | 2019 |
|               | 1717 | 1887 | 1936 | 1960 | 1986 | 2004 | 2009 | 2014 | 2019 | 2024 |